# Adenosina desaminasa
L’adenosina desaminasa (ADA) és un enzim citosòlic i un ectoenzim, és a dir, un enzim adherit a la cara externa de la membrana cel·lular. Es tracta d’un enzim hidrolasa que actua hidrolitzant enllaços amidina cíclics, com l’adenosina o la 2’-desoxiadenosina. Té un important interès perquè la seva deficiència causa una forma d'immunodeficiència combinada greu (SCID, segons l'acrònim en anglès).

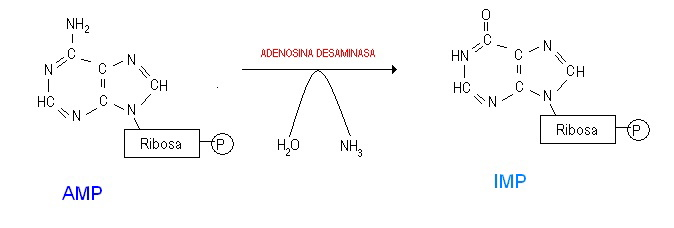
L’adenosina desaminasa converteix adenilat (AMP) en inosinat (IMP)

## Estructura
El gen del ADA produeix un enzim de 363 aminoàcids amb un pes aproximat de 41 kDa. El gen que el codifica en els humans es troba al cromosoma 20. El grau de similitud entre les seqüències d’aminoàcids entre espècies és elevat.
L'estructura primària, és a dir, la seqüència d’aminoàcids de l’ADA humana, és la següent:
MAQTPAFDKPKVELHVHLDGSIKPETILYYGRRRGIALPANTAEGLLNVIGMDKPLTLPD
FLAKFDYYMPAIAGCREAIKRIAYEFVEMKAKEGVVYVEVRYSPHLLANSKVEPIPWNQA
EGDLTPDEVVALVGQGLQEGERDFGVKARSILCCMRHQPNWSPKVVELCKKYQQQTVVAI
DLAGDETIPGSSLLPGHVQAYQEAVKSGIHRTVHAGEVGSAEVVKEAVDILKTERLGHGY
HTLEDQALYNRLRQENMHFEICPWSSYLTGAWKPDTEHAVIRLKNDQANYSLNTDDPLIF
KSTLDTDYQMTKRDMGFTEEEFKRLNINAAKSSFLPEDEKRELLDLLYKAYGMPPSASAG
QNL
L'estructura secundària està formada per sectors en hèlix alfa i sectors en disposició β i un seguit de girs i llaços que donen lloc a una estructura terciària globular. En el centre actiu trobem l'extrem COOH-terminal i un àtom de zinc, que participa directament en la desaminació. Es donen diversos ponts d’hidrogen entre el substrat i l'enzim, que estabilitza la conversió del substrat en l'estat de transició. Experiments in vitro han demostrat que si es modifiquen els aminoàcids que actuen amb l’atom de zinc s'elimina l'efecte de l'enzim. També és probable que mutacions que alteressin la linialitat de les làmines beta inhibirien l'efecte de l'enzim.

## Expressió
Els llocs on l’activitat de l'enzim ADA és més elevada difereixen segons l'espècie i l’activitat de l'enzim varia segons el nivell d’activitat de la cèl·lula. Amb tot, els teixits on s'observa activitat més o menys elevada en gairebé totes les espècies són el duodè i la melsa. En els humans trobem que els llocs on l’activitat del ADA és més elevada és en els teixits limfàtics, especialment al tim (òrgan del sistema limfàtic). També trobem una elevada activitat en les vellositats de les cèl·lules epitelials que recobreixen el duodè.
L’ADA participa en la ruta metabòlica de les purines i els inhibidors coneguts fins al moment són la nebularina i el 6-Hydroxyl-1,6-dihydropurine ribonucleoside.

## Funcions
L’ADA citosòlic és un enzim globular que catalitza la hidròlisi de l'adenosina en inosina. La reacció és la següent:
Adenosina + H2O -→ Inosina + NH3
Aquesta reacció també es dona amb el substrat desoxiadenosina que té com a producte la desoxiinosina.
L’adenosina desaminasa actua en la degradació de les purines. Aquesta degradació és especialment important en el fetge i el cervell. L’ADA converteix adenilat en inosinat (IMP). Aquest inosinat segueix una ruta de degradació fins a convertir-se en urat, que és eliminat amb la urea.
Un isoenzim de l’ADA és l'ADAR. L’ADAR és una adenosina desaminasa específica per l’RNA. Està codificat en el gen ADAR i entre les seves funcions trobem les esmentades a continuació.
L’ADAR bescanvia l’adenosina per inosina en l’RNA de transferència. La inosina és un nucleòsid poc comú que es troba al tRNA després que aquest darrer, l’RNA de transferència, pateixi modificacions en la part final de la seva biosíntesi.
Quan l’adenosina desaminasa actua sobre l’RNA missatger (mRNA) aquest realitza el mecanisme d’edició. El mecanisme d’edició del RNA altera la seqüència nucleotídica del RNA un cop sintetitzats (una modificació posttrascripcional), de manera que es canvia el missatge que codifiquen. En el procés d’edició d’adenosina (A) a inosina (I) l'ADAR desamina l’adenina i dona lloc a inosina. Aquestes modificacions alteren les propietats d’aparellament de bases, abans A s'aparellava amb U, ara I, s'aparellarà amb C. El mecanisme és el següent: una seqüència de l'estructura de RNA de doble cadena indiquen la posició de l'edició i atrauen l'enzim que posteriorment realitzarà la seva funció. Aquesta edició té lloc al nucli abans que el pre-mRNA es processi per complet.
L'ectoADA, l’ADA que es troba a la cara externa de la membrana cel·lular, té com a funció més coneguda la degradació de l’adenosina (Ado) endògena que és transportada a l'espai extracel·lular. Si més no, més recentment s'han estudiat noves possibles funcions de l'ectoADA, com per exemple: la funció de transmissió de senyals quan interacciona amb la proteïna integral de membrana CD26, (Dipeptidil peptidasa IV), proteïna implicada en l’activació de les cèl·lules T i la funció d’interacció amb els receptors A1 de l’adenosina en les cèl·lules DDT1 MF-2 del múscul llis que provoca un augment de l’afinitat del receptor A1 de l’adenosina pel seu lligand i un augment la velocitat de dessensibilització i internalització del receptor A1.

## Deficiència de l’adenosina desaminasa
La deficiència de l’adenosina desaminasa provoca una de les malalties d'immunodeficiència més greus: la síndrome d’immunodeficiència combinada severa (SCID). Els nens afectats per aquesta malaltia se’ls coneix pel nom de nens bombolla. Aquesta és una malaltia hereditària autosòmica recessiva en la que hi ha una mutació al gen que codifica l’ADA i que provoca la deficiència de l’adenosina desaminasa. De fet, dels casos autosòmics recessius de la malaltia SCID, la meitat són deguts a dèficit d’ADA.
La falta d’ADA provoca una acumulació intracel·lular de desoxiadenosina i secundàriament una concentració excessiva de desoxiadenosina trifosfat (dATP). Aquesta concentració excessiva es fa especialment greu en el limfòcits, ja que aquests no poden eliminar aquest subproducte amb absència d’ADA mentre que altres cèl·lules tenen altres vies per la degradació d’aquest excés. L'excés de dATP inhibeix un enzim clau per la síntesi de nucleòtids, la ribonucleòtid-reductasa. Aquest fet provoca una deficiència en els nucleòtids que afectarà a la proliferació de limfòcits T. Cal afegir que una de les funcions dels limfòcits T és el control i la col·laboració amb l’activitat del limfòcits B, de manera que si els limfòcits T es veuen reduïts aleshores també es veu reduïda la producció d'anticossos dels limfòcits B. Això suposa un sistema immunitari molt debilitat i que qualsevol infecció resulti un problema greu i fins i tot mortal en la salut de l'individu.
Actualment s'està intentant fer front a aquesta malaltia amb teràpia gènica.